# Mezzovico-Vira
Mezzovico-Vira est une commune suisse du canton du Tessin, située dans le district de Lugano.

Photo aérienne (1946).